# Aufstehn
#aufstehn ist eine 2015 gegründete gemeinnützige Nichtregierungsorganisation mit Sitz in Wien. Sie hat sich nach dem Vorbild partizipativer, zivilgesellschaftlicher Online-Plattformen wie Campact, 38 Degrees oder MoveOn gegründet und bietet ein internetbasiertes Beteiligungsforum, mit dem sich Menschen entlang ihrer Anliegen online zusammenschließen. So können Protest-E-Mails oder -Anrufe nicht vereinzelt, sondern gebündelt in Form von Online-Petitionen an politische Entscheidungsträger gerichtet werden. Zurzeit sind nach eigenen Angaben mehr als 365.000 Menschen bei #aufstehn registriert, die sich regelmäßig an den Kampagnen beteiligen.

## Struktur
Der Verein „Aufstehn.at – Verein zur Förderung zivilgesellschaftlicher Partizipation“ verfügt über eine Geschäftsführerin und 13 Vollzeit- bzw. Teilzeitangestellte. Sie organisieren die über 365.000 Unterstützer und leiten die #aufstehn-Kampagnen. Darüber hinaus betreut das #aufstehn-Team die Petitionsplattform mein #aufstehn, die Engagierten die Möglichkeit bietet, eigene Petitionen und Kampagnen zu starten.
Dem Verein steht ein sechsköpfiges Vorstandsteam vor. #aufstehn hat Partnerorganisationen in vielen anderen Ländern wie beispielsweise Deutschland (Campact), Polen (Akcja Demokracja), Rumänien (Declic), Schweden (Skiftet), der Schweiz (Campax) und Ungarn (aHang), mit denen die Organisation bei europäischen oder internationalen Themen und Kampagnen zusammenarbeitet.

## Finanzierung
Der Verein ist gemeinnützig und wird zum Großteil aus Spenden von Einzelpersonen und Förderbeiträgen finanziert. #aufstehn agiert partei- und konzernunabhängig.

## Ziele

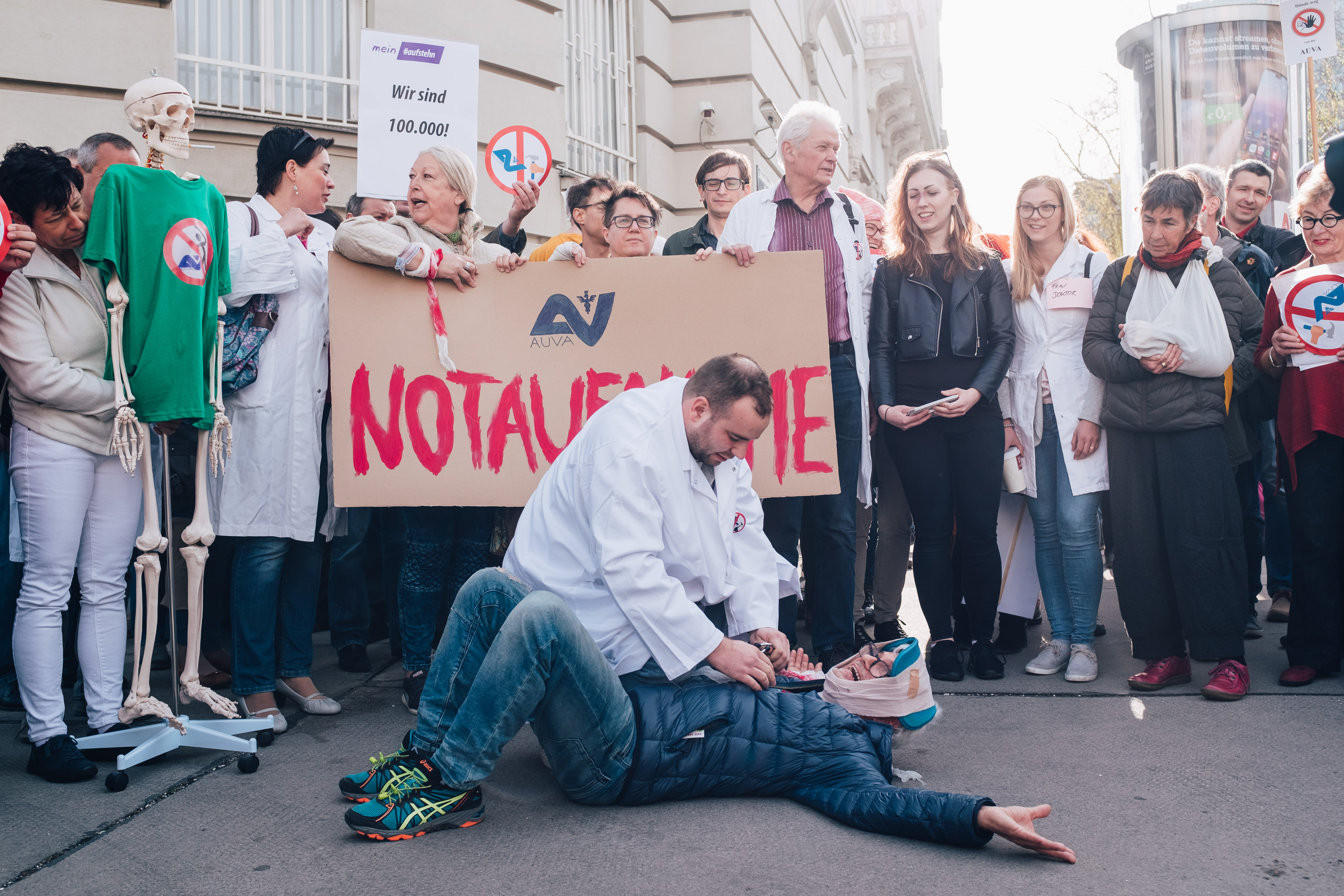
1. aufstehn-Aktion gegen die Zerschlagung der AUVA 2018

#aufstehn organisiert Kampagnen zu einer großen Bandbreite politischer Themen. Ziele der Organisation sind unter anderem, zu Themen zu mobilisieren und sie in den öffentlichen Diskurs zu bringen.
Zu den erfolgreichsten Kampagnen der letzten Jahre zählen unter anderem #solidaritystorm, die #aufstehn-Kampagne gegen Hass und sexualisierte Gewalt im Netz. Für die Initiative gegen Hass im Netz wurde Geschäftsführerin Maria Mayrhofer 2016 mit dem Wiener Frauenpreis ausgezeichnet.
Über mein #aufstehn sammelte die Plattform knapp 200.000 Unterschriften gegen die Zerschlagung der allgemeinen Unfallversicherungsanstalt (AUVA), einer Einrichtung der österreichischen Sozialversicherung.
Nachdem die österreichische Bundesregierung aus dem Migrationspakt der Vereinten Nationen austrat, bot #aufstehn die Möglichkeit, als Einzelperson symbolisch den Pakt zu unterzeichnen, der über 180.000 Menschen nachkamen.
In einem Bündnis mit Greenpeace, der Volkshilfe Österreich, dem Frauen*Volksbegehren und anderen Organisationen rief #aufstehn vor der Europawahl 2019 einen europaweiten Aktionstag aus, um möglichst viele Menschen zum Wählen zu motivieren. Die Demonstration unter dem Motto „Ein Europa für Alle!“ mit anschließenden Konzerten am Wiener Heldenplatz eine Woche vor der Wahl wurde laut Veranstaltern von 8.000 Personen besucht.
In der Diskussion um das Denkmal für Karl Lueger hat #aufstehn Expertinnen aus unterschiedlichen Disziplinen zusammengebracht, um gemeinsam Empfehlungen zu erarbeiten und einen klaren Vorschlag an die Wiener Stadtregierung zu übergeben: Die Statue müsse ihren ehrenden Status verlieren, der Lueger-Platz müsse zum Raum der Auseinandersetzung über Antisemitismus und Rassismus einst und heute werden.
Jährlich organisiert #aufstehn die globalen Klimastreiks in Österreich mit und fordert immer wieder Verantwortliche aus Politik und Wirtschaft auf, endlich dringend notwendige Klimaschutzmaßnahmen umzusetzen.
Nachdem die ÖVP einen Gesetzesvorschlag eingebracht hatte, mit dem sie Hausdurchsuchungen bei Politikerinnen – wie bei Finanzminister Gernot Blümel – unmöglich machen wollte, startete #aufstehn eine Aktion: Über 8.000 Unterstützer haben Stellungnahmen gegen den „Razzia-“ oder „Vertuschungsparagrafen“ abgegeben. Daraufhin wurde das Gesetz entschärft, Hausdurchsuchungen bei Politikerinnen sind weiter möglich.
Mit der Kampagne „Schluss mit der Inseratenkorruption!“ forderte #aufstehn nach den Korruptionsvorwürfen gegen Sebastian Kurz eine neue Medienförderung, mehr Transparenz und ein Ende der Inseratenkorruption. Sie verbündeten sich mit dem „Rechtsstaat- und Antikorruptionsvolksbegehren“, der Initiative „Saubere Hände“ und weiteren Organisationen: Gemeinsam fordern sie alle fünf Parteien im Nationalrat auf, sich schriftlich dem Kampf gegen Korruption und für eine saubere Politik zu verpflichten.

## Abgrenzung zu „Aufstehen“
#aufstehn distanziert sich von der 2018 gegründeten Sammlungsbewegung Aufstehen und bat die deutsche Initiative, Namen, Hashtag, Schriftart und Farbe zu ändern, da Verwechslungsgefahr bestehe, #aufstehn sich inhaltlich deutlich unterscheide und man nicht „in das Fahrwasser einer parteipolitisch ausgerichteten Bewegung kommen“ wolle. Dazu war Aufstehen nicht bereit, man habe sich lediglich darauf einigen können, dass das deutsche Projekt künftig auf das Hashtag im Logo verzichtet, um das Verwechslungsrisiko zu verringern.